# Кано школа
Кано школа (狩野派 Kanō-ha)  је једна од најпознатијих школа јапанског сликарства. Сликарска школа Кано је представљала доминантан сликарски стил, од касног 15. века до периода Меиђи који је почео 1868, када се школа поделила на много различитих грана. Продица Кано произвела је низ великих уметника током неколико генерација, чему се може придружити велики број других уметника који су тренирали у радионицама школе. Неки уметници су склопили брак са члановима породице и променили имена, а други су усвојени. Према историчару јапанске уметности Роберту Триту Пејну, „другу породицу која је у директној крвној линији произвела толико генијалних људи .. било би тешко наћи."
Школа је започела тако што је одражавала обновљени утицај кинеског сликарства, али је развила стил јарких боја, мотиви су били чврсто оцртани на велике плоче које су украшавале дворце племства, што је одражавало изразито јапанску традицију, док је у оквиру школе Кано такође настављено стварање монохроматских слика кистом, у кинеским стиловима.
Уживала је подршку шогуната, ефективно представљајући званичан уметнички стил, који је „у 18. веку готово монополизовао учење сликарства“. Ослањао се на кинеску традицију књижевног сликарства научника-бирократа, али су сликари Кано били професионални уметници, веома великодушно плаћени ако су били успешни, а добијали су формалну радионичку обуку у породичној радионици, на сличан начин као европски сликари ренесансе или барока. Радили су углавном за племство, шогуне и цареве, покривајући широк спектар стилова, тема и формата. У почетку су били иновативни и у великој мери заслужни за нове врсте сликарства у Азучи-Момојама периоду (1573–1614), од 17. века уметници школе постају све конзервативнији и академски у свом приступу.
Један број слика школа које су још увек у Јапану укључене су у званичну Листу националног блага Јапана (слике). Многа друга дела школе су добила нижу ознаку Важна културна добра Јапана.

## Галерија
- Детаљ о Четири достигнућа, Кано Еитоку. Један од шест склопивих паравана: мастило на папиру. Приказује људе који играју го.
- Детаљ који приказује долазак западног брода, који се приписује Каноу Најзену (1570–1616).
- Поглед на Кјото, слика обожаватеља Кано Мотохидеа, касни 16. век, једна од 10
- Пшеница, мак и бамбус, рад Кано Шигенобуа.
- Урамљени замишљени портрет песника из 8. века Отомо но Јакамочија из серије Тридесет и шест бесмртника поезије, Кано Тан'ју, 1648.